# Bourriquette

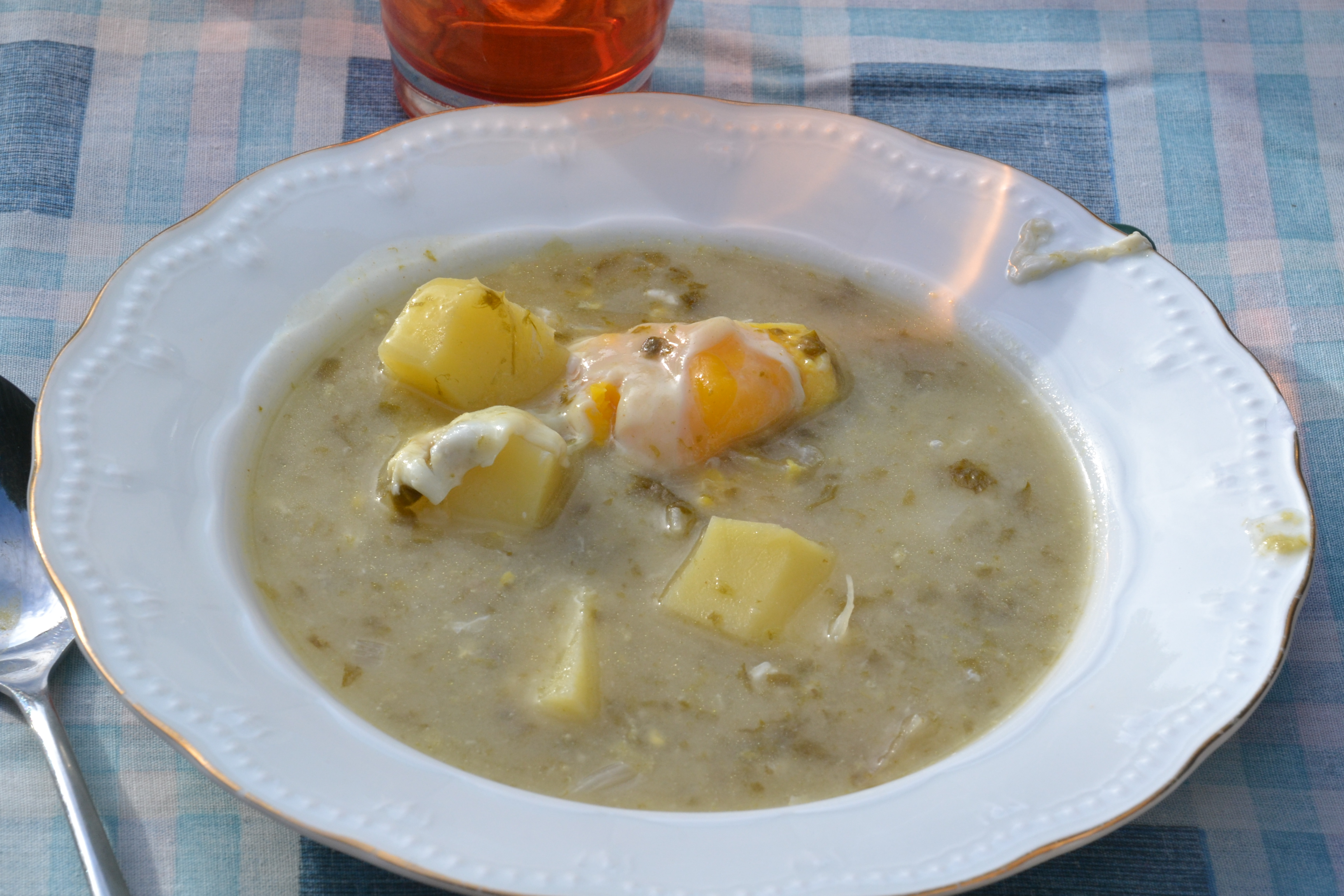
Assiette de bourriquette.

La bourriquette est une soupe cuisinée en Limousin. Elle est composée d'oseille, d'échalotes et de pommes de terre, auxquelles on ajoute un œuf poché. On la trouve également en Poitou et dans les Charentes.
La bourriquette est également un surnom donné aux jeunes filles un peu trop têtues et bornées qui subissent régulièrement des déceptions amoureuses dans des relations impossibles.
C'est également le féminin de Bourriquet.